# Gentofte kommun

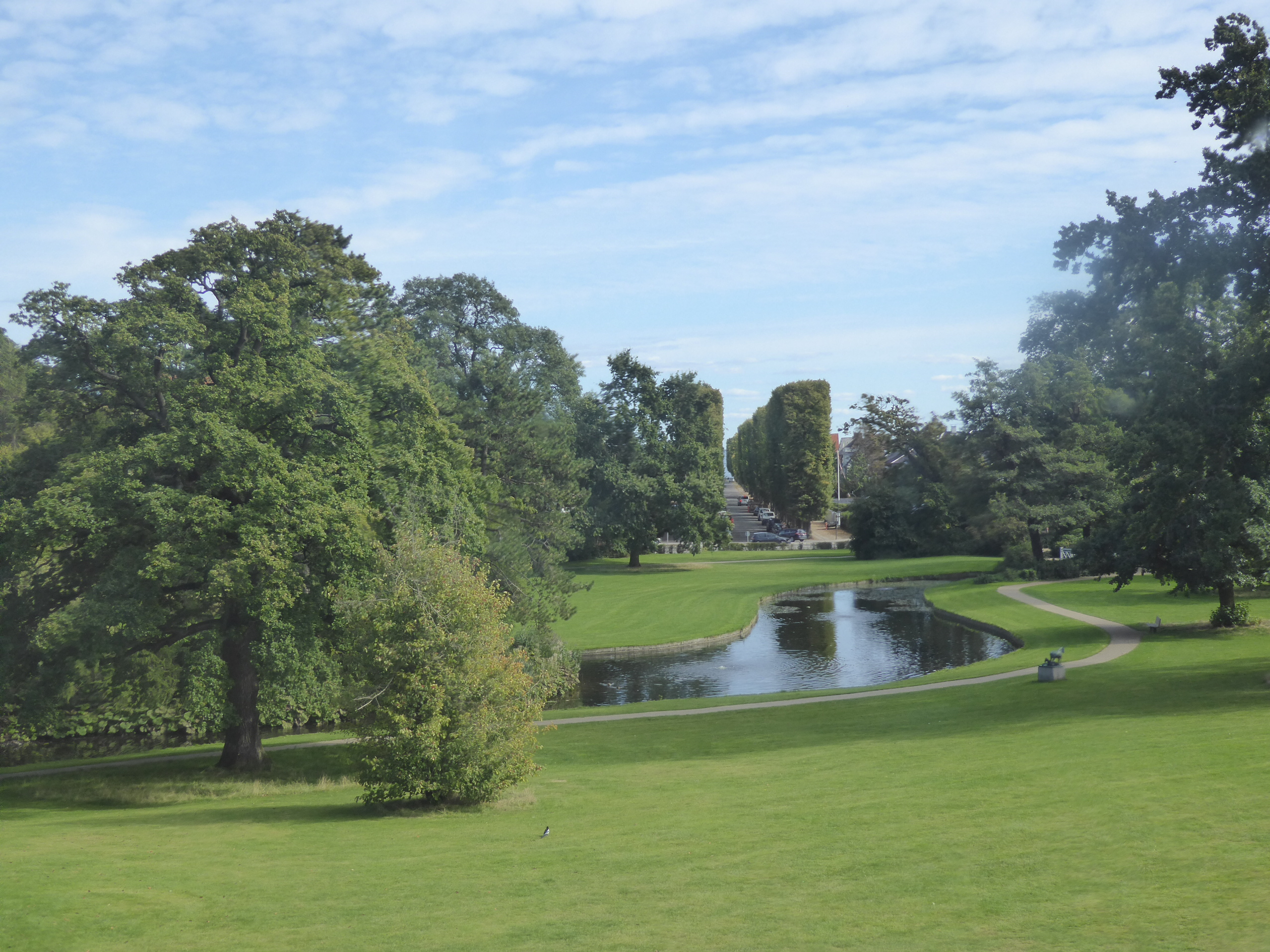
Øregårdsparken som ligger i Gentofte kommun

Gentofte kommun är en kommun som ligger i Region Hovedstaden på Själland i Danmark. Øregårdsparken är en park i Gentofte kommun.

## Historia
Den äldsta bebyggelsen i kommunen är Gentofte kyrka som byggdes i slutet av 1100-talet. Då många bynamn i kommunen slutar på -toft har området sannolikt varit bebyggt sedan vikingatiden.
Under 1600-talet blev Charlottenlund Skov och Dyrehaven populära utflyktsmål för Köpenhamns invånare. Under 1700- och 1800-talen byggdes flera kungliga småslott och adliga lustslott i kommunen, bland annat Jægersborgs slott, Charlottenlunds slott, Bernstorff slott och Emiliekilde. Detta gjorde att området blev attraktivt för välbärgade Köpenhamnsbor som började bosätta sig här. Gentofte har haft järnväg sedan 1800-talet. 1897 dog 40 personer i en tågolycka i Gentofte när två tåg kolliderade.
Vid den danska kommunreformen 2007 förblev kommunen oförändrad.

## Geografi
Gentofte kommun gränsar i norr till Lyngby-Taarbæk kommun, i väster till Gladsaxe kommun och i söder till Köpenhamns kommun. I öster gränsar Gentofte till Öresund.
Kommunen består bland annat av områdena:
- Charlottenlund
- Dyssegård
- Gentofte
- Hellerup
- Jægersborg
- Klampenborg
- Ordrup
- Skovshoved
- Vangede

## Ekonomi
Kommunen fungerar mest som bostadsort och de flesta arbetar inne i Köpenhamn. Tidigare hade Tuborg ett bryggeri i Hellerup, men produktionen flyttade 1996. Nordisk Gentofte bildade genom fusion med Novo 1989 Novo Nordisk. Det finns två banor för hästkapplöpning i kommunen: Charlottenlund Travbane (travsport) och Klampenborg Væddeløbsbane (galoppsport).

## Politik
Kommunens borgmästare har varit konservativa ända sedan 1934 och Konservative Folkeparti är det största partiet. Sedan 1934 har partiet haft absolut majoritet bland de valda i kommunfullmäktige.

### Borgmästare
- Wilhelm Sponneck, 1868–1873
- Niels Andersen, 1888–1900
- Theodor Heinrich Otto Krüger, 1901–1907
- Morten Thorsen, 1907–1909
- Hans Parkov, 1909–10 april 1934
- Aage E. Jørgensen, 17 april 1934–31 mars 1955
- Aage Ludvig Østerberg, 1 april 1955–31 mars 1966
- Børge Sieverts, 1 april 1966–31 mars 1970
- Jørgen Gotfredsen, 1 april 1970–31 mars 1984
- Birthe Philip, Konservative Folkeparti, 1 april 1984–1 maj 1993
- Hans Toft, Konservative Folkeparti, 1 april 1993–14 maj 2021[5]
- Michael Fenger, Konservative Folkeparti, 15 maj 2021–[4]

Denna lista hämtas från Wikidata. Informationen kan ändras där.